# Araneus zapallar
Araneus zapallar là một loài nhện trong họ Araneidae.
Loài này thuộc chi Araneus. Araneus zapallar được Herbert Walter Levi miêu tả năm 1991.